# José Villalba
José Villalba, mais conhecido como Vilalba (Santo Tomé, 4 de agosto de 1919 — Porto Alegre, 26 de agosto de 1987) foi um futebolista argentino, que jogava como atacante.
Como jogador, Villalba jogou por diversos clubes do Brasil. No Sport Club Internacional Villalba teve maior sucesso, e é lembrado por alguns, como um dos melhores atacantes da história. Disputou 194 partidas e marcou 148 gols. É o segundo maior goleador dos Grenais com 20 gols e é o líder do ranking de maiores jogadores da história do Grenal. 

## Títulos
Internacional
- Campeonato Gaúcho: 1941, 1942, 1943, 1947, 1948
- Campeonato Citadino de Porto Alegre: 1941, 1942, 1943, 1947, 1948
- Torneio da ACEPA: 1948
- Taça Cidade de Porto Alegre: 1949

Palmeiras
- Campeonato Paulista: 1944

Atlético Mineiro
- Campeonato Mineiro: 1946

### Artilharias
- Campeonato Gaúcho de 1941 (9 gols)
- Campeonato Gaúcho de 1942 (8 gols)

1. ↑  «Maiores jogadores da História do Grenal». História do Grenal. Consultado em 26 de abril de 2024